# 生野町
生野町（いくのちょう）は、かつて兵庫県の中部にあった町。朝来郡に属した。兵庫県但馬県民局管轄。
2005年4月1日に同郡山東町、朝来町、和田山町と合併して朝来市（あさごし）となったため消滅した。

## 地理
兵庫県のほぼ中央に位置し、周囲を山々に囲まれた海抜約300mの盆地状の町である。日本海と瀬戸内海の分水嶺（れい）に位置する。
但馬地方の南の玄関口に当たり、東は丹波、南は播磨地方と隣り合う。歴史的には但馬の中心都市豊岡市より姫路市との結びつきが強い。
- 山: 生野銀山
- 河川: 市川、円山川
- 湖沼: 銀山湖

### 隣接していた自治体
- 丹波市
- 朝来郡朝来町、山東町
- 神崎郡神崎町、大河内町
- 宍粟郡一宮町
- 多可郡加美町

## 歴史
町の発展を支えてきた生野銀山の開坑は、807年（大同2年）とも伝えられ、江戸幕府はこの地に代官を置いた。1863年（文久3年）、大和の天誅組に呼応して尊皇攘夷派の平野国臣らがここに兵をあげたが、失敗に終わった（生野の変）。1889年（明治22年）に皇室財産となった後、1896年（明治29年）に三菱が払い下げを受けた。昭和48年（1973年）に資源の枯渇等により閉山したが、全国各地の文化の流入を受け、生野銀山独特の町並みを形成した。現在でも昔懐かしい風景が数多く残っている。
古くからの鉱山であることや、周辺に重金属を含む岩石が多く存在することから、かつてはカドミウムによる土壌汚染が発生した。農用地の土壌の汚染防止等に関する法律により土壌汚染除去事業が施され、汚染地域指定は2001年に解除されている。

### 沿革
- 1889年（明治22年）4月1日 - 町村制の施行により、朝来郡生野口銀谷町・生野奥銀谷町・生野新町・生野小野町・生野相沢町・白口町・円山村・黒川村・竹原野村・上生野村・猪野々村・神西郡森垣村・真弓村の区域をもって生野町が発足。朝来郡に所属。
- 1957年（昭和32年）4月1日 - 神崎郡大河内町の一部（大字栃原・川尻）を編入。
- 2005年（平成17年）4月1日 - 和田山町・山東町・朝来町と合併して朝来市が発足。同日生野町廃止。

## 行政
- 町長 桐山徹郎 （1999年から）

※長谷文五郎

## 経済

### 産業
農家数と林家数が総世帯数のそれぞれ1割前後をしめる。

## 地域

### 教育
- 生野町立生野小学校
- 生野町立栃原小学校（2005年3月閉校）
- 生野町立奥銀谷小学校（2009年3月閉校）
- 生野町立生野中学校
- 兵庫県立生野高等学校
- 生野学園中学校・高等学校

## 交通

### 鉄道路線
- JR播但線 生野駅：特急「はまかぜ」停車駅

### 道路
- 高速道路
  - 播但連絡道路 生野ランプ、生野北第1ランプ、生野北第2ランプ
- 国道
  - 国道312号
  - 国道429号
- 都道府県道
  - 兵庫県道39号一宮生野線
  - 兵庫県道367号岩屋生野線

## 名所・旧跡・観光スポット・祭事・催事

### 名所・旧跡・観光スポット
- 生野銀山
織田、豊臣、徳川それぞれの治世の直轄鉱山として栄え、銀や銅などの鉱物を数多く産出してきた。現在は「シルバー生野」として鉱山史跡となっており、のみの跡も生々しい坑道巡り体験のほか、鉱山資料館には「和田コレクション（和田維四郎）」をはじめとした多数の貴重な鉱物が展示されている。
- 段ヶ峰
登山を楽しめる。見晴しのいい尾根道や滝登りなど、選択できる登山コースが人気。
- 生野高原ゴルフ場
海抜 600 m にある高原には、ゴルフ場やハイキングコースがある。生野高原カントリークラブは絶景の18ホールハイランドコース。また、生野高原のふもとには栃原川、倉谷川が流れ近くには、標高 1,103 m の段ヶ峰があり一帯は格好のハイキングコースとなっている。
- 銀山湖
昭和47年に作られた人工の湖。四季折々の情緒あふれる美しい湖であり、関西の釣り場のメッカとなっていて、ブラックバス、ブラウン・トラウト、ブルーギル、ヘラブナ、コイなど様々な魚が釣れる。また貸しボートも楽しめる。
- 大明寺
臨済宗の寺。正平24年（1369年）、美濃の月庵禅師が開いた。
- 銀山まち回廊
平成10年に兵庫県条例による景観形成地区に指定された口銀谷地域をめぐる修景道路。郷宿や掛家などといった町家や多様な格子、カラミ石を使った塀や水路、洋館の存在など、鉱山町独特の風情を醸し出している。
- 琵琶の丸公園
山の斜面を利用して作られた公園。全長40mもある長い滑り台や、子供たちの楽しめる遊具がある。
- 魚ヶ滝
夏には、オートキャンプ場でキャンプをしたり、魚のつかみ取り、川遊びを楽しむ人たちで賑わう。宿泊には、近くにある自然休養村「魚ヶ滝荘」が便利。
- 自然休養村「魚ヶ滝荘」
- 生野書院
古文書や書画などの文化財をはじめ、生野町絵図や銀山旧記、見石の幕など、過去の文化遺産が展示されている。また、航空写真をもとに作られた生野町の一万分の一の模型もある。
- 黒川温泉
炭酸水素イオン（重曹）をたくさん含んでいる。別名「美人湯」で、肌に優しいアルカリ性単純泉。
- 但陽信用金庫会館（但陽会館、但陽美術館）

### 祭事・催事
- 山神祭／山神宮 （4月第2日曜日）
- 宮ノ谷不動尊大護摩／生野町真弓 （9月最終日曜日）

## 出身有名人
- 生野三画伯：白瀧幾之助、和田三造、青山熊治（ドイツ語版）[2]（洋画家）
- 淀井敏夫（彫刻家）
- 日下寛治（彫刻家）
- 竹村健一（政治評論家、父祖が兵庫県朝来市生野町黒川の出身[3]で、自身も兵庫県立生野高等学校出身）
- 志村喬（映画俳優）